# Alwin Boldt
Alwin Boldt (19 de março de 1884 — 1920) foi um ciclista alemão. Participou nos Jogos Olímpicos de Londres 1908, onde defendeu as cores do seu país competindo em três provas de ciclismo de pista.